# Livistona robinsoniana
Saribus rotundifolius hay Footstool palm là một loài thực vật có hoa thuộc họ Arecaceae.
Loài này chỉ có ở Philippines.
Chúng hiện đang bị đe dọa vì mất môi trường sống.